# NKカメン・イングラド・ヴェリカ
NKカメン・イングラド・ヴェリカ（NK Kamen Ingrad Velika）は、クロアチアのポジェガ＝スラヴォニア郡ヴェリカをホームタウンとしたサッカークラブである。

## 歴史
1929年にNKヴェリカ (NK Velika) として創設され、第二次世界大戦後にNKパプク (NK Papuk)、1999年にNKカメン・イングラド (NK Kamen Ingrad) に改称された。
2001年にプルヴァHNLに初昇格した。2001-02シーズンは入れ替え戦に出場したが、NKイストラ・プーラに1-0、2-1で勝利してプルヴァHNL残留を果たした。
2002-03シーズンに4位になり、UEFAカップ 2003-04に出場してシャルケ04と対戦した。2002-03シーズンはフルヴァツキ・ノゴメトニ・クプで準決勝に進出してNKウルヤニク・プーラと対戦、2005-06シーズンにも準決勝に進出してNKヴァルテクス・ヴァラジュディンと対戦したが決勝進出を逃した。
2006年に破産した。クラブの主要人物が経済犯罪で刑務所に収容され、クラブは600万ユーロの負債を抱えた。2007年にドルガHNLに降格、その後トレチャHNLに降格した。2008年7月、シニアチームが解散してリーグ戦から撤退することが発表された。

## 獲得タイトル
- ドルガHNL：1回
  - 2000-01

## 欧州の成績
| シーズン | 大会                   | ラウンド | 対戦相手                     | ホーム | アウェー | 合計 |  |
| -------- | ---------------------- | -------- | ---------------------------- | ------ | -------- | ---- |  |
| 2003-04  | UEFAカップ             | 予選     | エツェラ・エッテルブリュック | 7-0    | 2-1      | 9-1  |  |
| 2003-04  | UEFAカップ             | 1回戦    | シャルケ04                   | 0-0    | 0-1      | 0-1  |  |
| 2004     | UEFAインタートトカップ | 2回戦    | スパルタク・モスクワ         | 0-1    | 1-4      | 1-5  |  |

## 歴代所属選手
- ミスラヴ・カログラン 2003-2004
- スルジャン・ラキッチ 2005-2006
- エディン・ムイチン 2005-2007
- アスミル・アヴドゥキッチ 2006-2007